# Chuck Brown
Chuck Brown (Gaston, 1936. augusztus 22. – Baltimore, 2012. május 16.) amerikai gitáros, énekes, zenekarvezető.

## Pályafutása
Chuck Brown szegény afroamerikai családból származott. Apja még Brown születése előtt meghalt. Anyja és mostohaapja állandóan munkát keresett. Washingtonba lepedtek te; állandó lakhelyük nem volt.
Chuck Brown az 1940-es években az utcán újságot árult és cipőt pucolt. Már korán foglalkoztatta a zene, hétéves korától zongorázott és a templomban énekelt. Tizenötéves korában elhagyta családját. Bűncselekményekbe keveredve börtönbe került, először kisebb bűncselekményekért, majd három évre lövöldözés miatt. A börtönben megtanult gitározni és festett is.
Amikor 1951-ben került ki a börtönből. Ökölvívással próbálkozott, aztán – az 1960-as években – visszatért a zenéhez. Templomokban lépett fel, később Jerry Butler Earls of Rhythm együttesébe került. 1965-ben a Los Latinos együttes tagja lett, amelyet egy barátja, Joe Manley boxoló vezetett.
Az 1966-1972 között a The Soul Searchers nevű együttest vezette. Washingtonban kisebb-nagyobb helyeken és éjszakai klubokban hoztak össze koncerteket. A zenekar tagjai: Chuck Brown (ének és gitár), Le Ron Young (gitár), Jerry Wilder (basszusgitár), Curtis Johnson (orgona), Skip Fennell (billentyűk), Leroy Fleming (szaxofon, fuvola), John Buchanan (harsona, ének), Donald Tillery (trombita, ének), Ricardo Wellman (dob) és Gregory Gerran (ütőhangszerek, konga). Első albumuk 1972-ben született (We the People), ami negyvenedik lett a rockabilly eladási listán.
A második lemeze (1974: Salt of the Earth) stílárisan már érett. Dalaiban nehéz gyermekkoráról és a szegregációról énekel.
Chuck Brown az 1970-es évek elején kifejlesztette a go-go-t (a funk egyik alműfaját), ezt a zene lassú, szinkópás ritmus jellemzi, sokféle ütőhangszer, hívások és válaszok, egyértelmű megszakítások nélkül a darabok között. A go-gonak ezeket a visszatérő vonásait Chuck Brown hozta létre. A koncertjei során nem engedett szüneteket a közönség számára. Zenéjébe beépítette a nyilvánossággal való interakció (hívás-válasz) fázisait. Ezeket a zenei megoldásokat még gyermekként, templomi énekesként sajátította el.
Az 1979-es Bustin 'Loose albuma (a go-go) országos sikert aratott. Chuck Brown két évvel korábban írta a címadó dalt. A korai kritikák, különösen a Billboardban jók voltak, az év a legkeresettebb soul albuma volt. Valójában ez volt Chuck Brown karrierjének egyetlen igazi kereskedelmi sikere.
A 2000-es években is voltak albumai, fellépései, külföldön például Japánban is. 2010-ben a legjobb R&B teljesítményért Grammy-díjra jelölték.

## Albumok
- 1972: We the People
- 1974: Salt of the Earth
- 1979: Bustin' Loose
- 1980: Funk Express
- 1984: We Need Some Money
- 1986: Go Go Swing Live
- 1987: Any Other Way to Go?
- 1987: Live '87 - D.C. Bumpin' Y'all
- 1989: Trust Me: Live Pa Tape, Vol. 2
- 1990: Wind Me up Chuck, Vol. 3
- 1991: 90's Goin' Hard
- 1993: This Is a Journey into Time
- 1995: Hah Man
- 1995: The Other Side − with Eva Cassidy
- 1997: Live Pa Tape
- 1998: Timeless
- 1999: The Spirit of Christmas
- 2001: Your Game... Live at the 9:30 Club
- 2002: Put Your Hands Up!
- 2005: Best of Chuck Brown
- 2007: We are About The Business
- 2010: We Got This

## Filmek
- Chuck Brown az IMDb-n